# Đảo Tiểu Đặng
| [Bản đồ tương tác toàn màn hình] |                                                               |
|                                  | Biểu đồ hiện đang tạm thời không khả dụng do vấn đề kĩ thuật. |

đảo Tiểu Đặng (tiếng Trung: 小嶝岛; bính âm: Xiǎodèng Dǎo) nằm trong vịnh Hạ Môn tại tỉnh Phúc Kiến, Trung Quốc. Đảo có diện tích là 0,9671 km2, cao 28 m so với mực nước biển, có khoảng 3.000 người sống trên đảo vào năm 2008. Thời Dân Quốc, đảo thuộc huyện Kim Môn của tỉnh Phúc Kiến. Sau khi Quân Giải phóng Nhân dân Trung Quốc chiếm giữ đảo, đảo hiện thuộc về phường Đại Đặng, quận Tường An, thành phố Hạ Môn, tỉnh Phúc Kiến. Tuy nhiên, chính quyền Trung Hoa Dân Quốc hiện vẫn xem đảo này thuộc huyện Kim Môn:391. Đảo có đầy đủ cơ sở hạ tầng, có một cây cầu thông sang đảo Đại Đặng vào đất liền, tuy nhiên, do việc xây dựng Sân bay quốc tế Tường An Hạ Môn nên hạ tầng sẽ bị phá bỏ toàn bộ.:348
Đảo Tiểu Đặng có nguồn hải sản phong phú, như rong biển và ngọc trai và các đặc sản khác:354, trên đảo có nhiều điểm du lịch, vì thế ngành dịch vụ này trở nên thịnh vượng. Đảo có lịch sử lâu dài, bắt đầu với tên của từ đường do Hồng Đạo, tổ tiên đầu tiên của tộc Hồng ở Tiểu Đặng lập ra.；là nơi sinh của học giả lý học Nho giáo thời Tống-Nguyên Khâu Quỳ 邱葵, cuối đời ông ẩn cư trên đảo；truyền rằng Tống đế Bính từng ở trên đảo trong quá trình chạy về phía nam;  trong sự kiện pháo kích Kim Môn, Tiểu Đặng từng trải qua pháo chiến,  là một trong "tam đảo anh hùng" cùng với đảo Đại Đặng và đảo Giác.